# Sabbath Bloody Sabbath
Sabbath Bloody Sabbath — пятый студийный альбом английской хеви-метал-группы Black Sabbath, выпущенный 1 декабря 1973 года и ознаменовавший переход группы к усложнённым аранжировкам, насыщенным синтезаторным звучанием (и даже струнными — на последнем треке), более характерным для прогрессивного рока. Участие в записи пластинки принял Рик Уэйкман, клавишник группы Yes. Альбом поднялся до #4 в UK Albums Chart и до #11 в Billboard 200.

## История
Работа над альбомом началась, как вспоминали участники группы, в трудный для неё период, когда пришлось разорвать отношения с прежним менеджментом, а участие в Black Sabbath стало превращаться в рутину («Гастролируем, пишем, записываемся — снова и снова» — О. Осборн). На состоянии музыкантов стал сказываться и образ жизни, что отчасти отразилось в тематике альбома («Killing Yourself to Live»).
Тони Айомми вспоминал, что после Vol.4 у него наступил творческий кризис; он уже впал в отчаяние, когда возник «…этот рифф, который спас Black Sabbath» и после которого остальные песни стали появляться одна за другой.
Для работы над материалом группа арендовала замок в Уэльсе; музыканты утверждали, что он был «с привидением» (Билл Уорд утверждал, что видел призрака, выпрыгивающего из окна; после этого он, ложась спать, всегда брал кинжал с собой в постель). Группа расположила аппаратуру в подвалах, где, как говорил Айомми, сама атмосфера способствовала появлению новых идей. Для Оззи Осборна альбом стал творческой вершиной: он говорил, что ни до, ни после, голос его не звучал так хорошо, особенно в гармонии с самим собой.

### Оформление
Для оформления обложки альбома была использована картина «Изнасилование Христа» («The Rape of Christ»), автор которой, Дрю Струзан, позже занимался оформлением кинопостеров, работал над дизайном первых «Звёздных войн». Внутренний разворот пластинки представляет собой фотографию группы в антураже, который должен был выглядеть, как древняя комната, однако в печать попало изображение с трёхфазной розеткой на стене.

## Список композиций
1. Sabbath Bloody Sabbath (Суббота, кровавая суббота) — 5:45
2. A National Acrobat (Национальный акробат) — 6:15
3. Fluff (Пух) — 4:12 (инструментальная)
4. Sabbra Cadabra (Саббра Кадабра) — 5:59
5. Killing Yourself to Live (Убить себя, чтобы жить) — 5:42
6. Who Are You? (Кто ты?) — 4:10
7. Looking for Today (В поисках сегодняшнего дня) — 5:03
8. Spiral Architect (Спиральный архитектор) — 5:29

Авторы всех композиций: Тони Айомми, Оззи Осборн, Гизер Батлер, Билл Уорд

### Комментарии к песням
- «Sabbath Bloody Sabbath». Жёсткий рифф чередуется с акустически-джазовым рефреном, использует апокалиптическую образность, но основная тема песни — чувства группы по отношению к музыкальному бизнесу вообще и прежнему менеджменту в частности. В буклете к изданию Black Box Батлер написал: «Лирика в „Sabbath Bloody Sabbath“ отражала жизненный опыт группы, взлеты и падения, хорошие и плохие времена, кризисы, деловую сторону всего этого»[8].
- «National Acrobat». Среднетемповый прог-блюзовый трек, выстроенный на сложном, витиеватом риффе, — продолжает тему, начатую в «After Forever»: это философское размышление о смысле жизни с религиозным подтекстом. Текст песни (как позже отмечал Батлер) полностью опровергал распространённое в тогдашней музыкальной прессе мнение о том, что Black Sabbath, будто бы, поднимают «высокие» темы, обладая «узким сознанием».
- Инструментальная композиция «Fluff» (Пушок) названа в честь Алана Фримана, диджея BBC, который имел прозвище «Пушок»,[7] она звучала во время первого бракосочетания Айомми с Сюзан Сноудон (под неё она шла к алтарю)[9].

## Участники записи
Black Sabbath
- Тони Айомми — соло-гитара, синтезатор, фортепиано, клавесин, орган, флейта, волынка
- Оззи Осборн — основной вокал, синтезатор
- Гизер Батлер — бас-гитара, синтезатор, меллотрон
- Билл Уорд — ударные, перкуссия

Приглашённые музыканты
- Рик Уэйкман — синтезатор, фортепиано (Sabbra Cadabra)
- The Phantom Fiddlers — струнные (Spiral Architect)
- Уилл Малоун — дирижёр, аранжировщик (Spiral Architect)

Производство
- Black Sabbath — аранжировка
- Май Батчер и Спок Уолл — инженеры
- Джордж Николсон, Фрэнк Сильвани и Лес Мартин — операторы записи
- Pacific Eye & Ear — концепция альбома и дизайн
- Дрю Струзан — иллюстратор
- Шепард Шербелл — фотограф
- Марк Фостер — координатор
- Патрик Михен — директор
- Уилф Пайн — менеджер

## Сертификация
| Дата            | Достижение | Количество продаж |
| --------------- | ---------- | ----------------- |
| 20 марта 1974   | золото     | 500,000           |
| 13 октября 1986 | платина    | 1,000,000         |

| Дата             | Достижение | Количество продаж |
| ---------------- | ---------- | ----------------- |
| 1 февраля 1975   | серебро    | 60,000            |
| 25 сентября 2015 | золото     | 100,000           |

| Дата            | Достижение | Количество продаж |
| --------------- | ---------- | ----------------- |
| 1 сентября 1977 | золото     | 50,000            |